# Heilig Kreuz (Keyenberg)

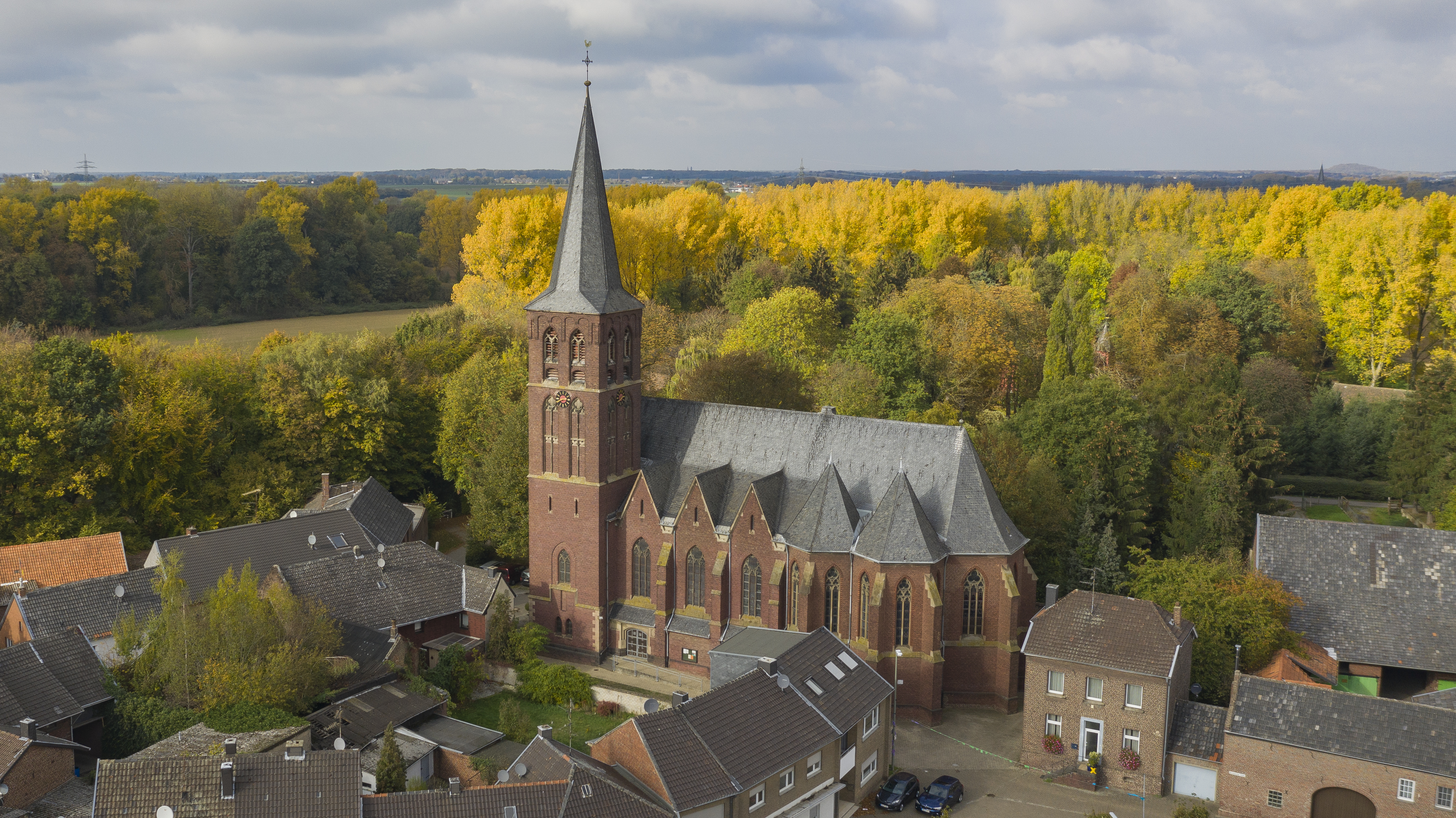
Iglesia de la Santa Cruz en Keyenberg

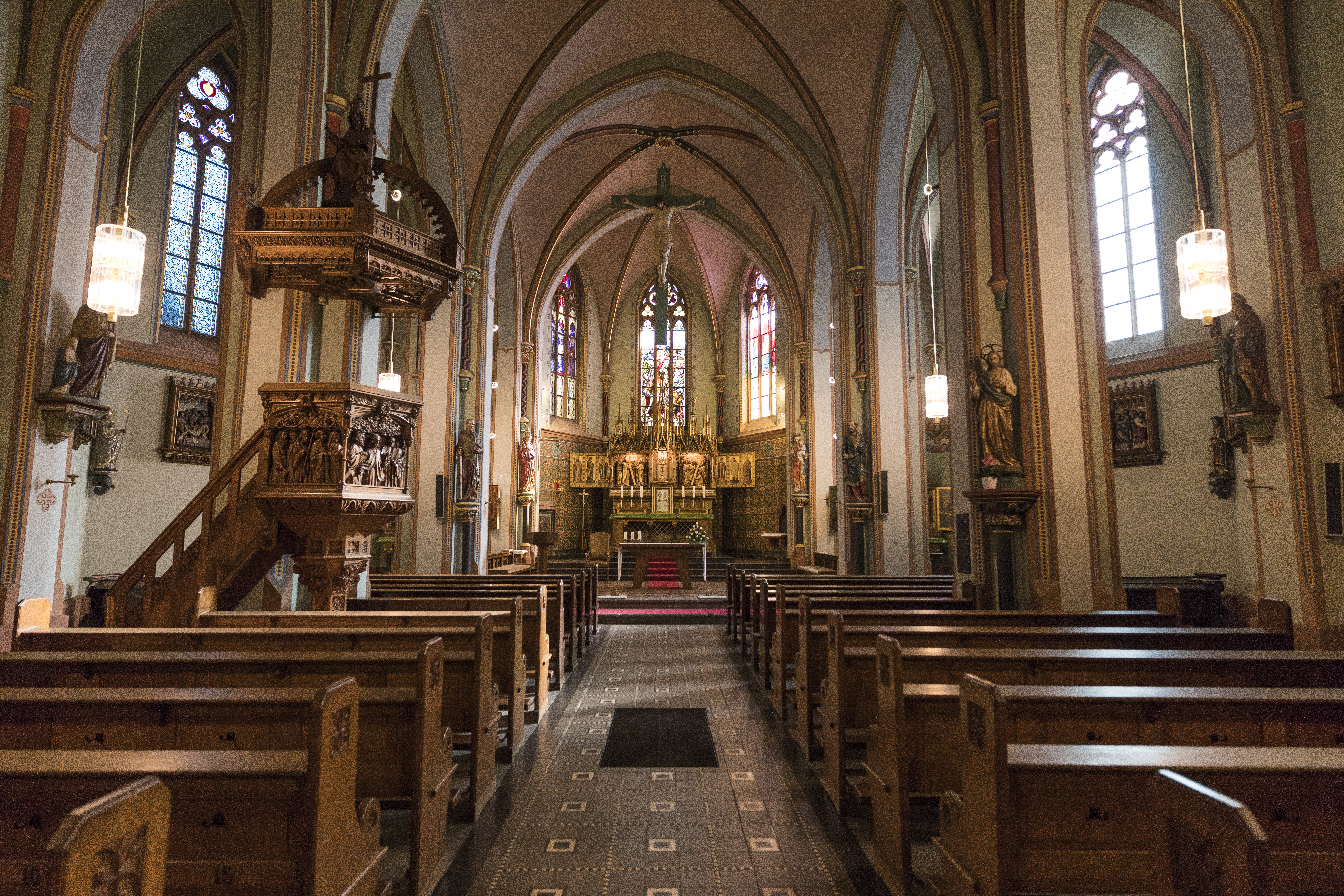
espacio interior

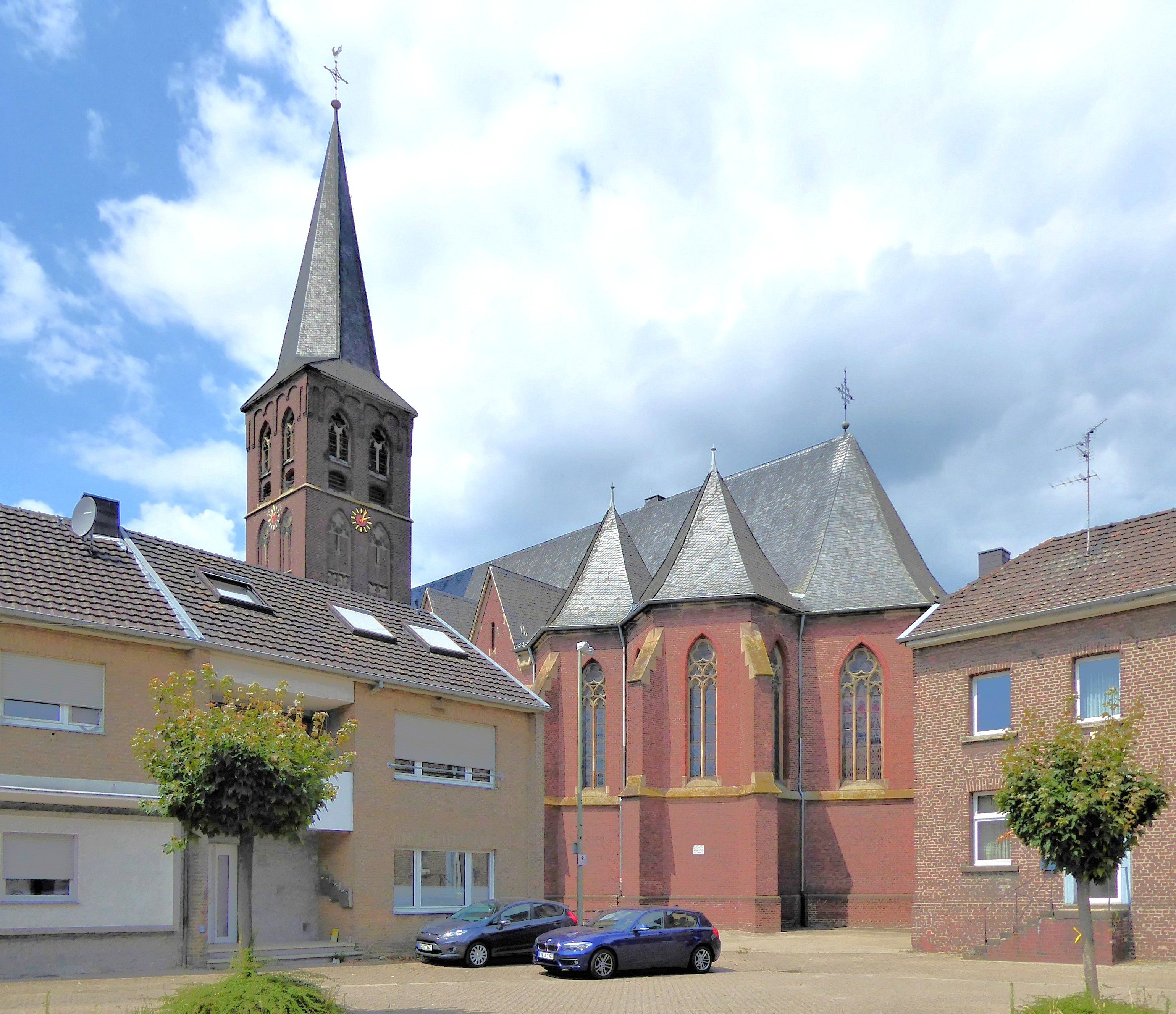
vista sureste

La Heilig-Kreuz-Kirche es una antigua iglesia parroquial católica en el distrito de Erkelenz de Keyenberg en el distrito de Heinsberg en Renania del Norte-Westfalia . Fue construido en dos fases en 1866 y entre 1912 y 1913 según planos de Friedrich von Schmidt . Fue inaugurada el 28 de abril. Noviembre 2021 profanado .
Está inscrito con el número 178 en la lista de monumentos de Erkelenz, pero se demolerá después de 2026, ya que dará paso a la mina a cielo abierto de Garzweiler, como toda la ciudad de Keyenberg.

## Historia
En un documento en 893 aparece mencionada una iglesia en Keyenberg. De esta primera iglesia no se sabe nada más y fue sustituida en el siglo XI por un nuevo edificio románico. En la primera mitad del siglo XIII fue reconstruida, se elevo la nave y se le cubrió con una bóveda . En el siglo 15 o 16  se le añadió una nave lateral norte de estilo gótico tardío .En 1562 y 1563 se construyó un nuevo campanario  campanario. En el siglo XVII o XVIII se le añadió una nave sur de estilo barroco, de modo que la iglesia original de una sola nave pasó a tener tres .En 1818 se demolió el antiguo campanario y se construyó uno nuevo delante de la nave.
En 1866, su parte orienta lfue demolida y reemplazada por un nuevo coro de estilo neogótico basado en los planos de Friedrich von Schmidt . Sin embargo, ya se había planeado un edificio completamente nuevo, que se completaría en una fecha posterior. En los años 1912 a 1913, la parte occidental de la antigua iglesia dio paso a una iglesia de salón neogótica de tres naves. Originalmente, se suponía que la iglesia tendría una fachada de doble torre, pero solo la torre sur oeste se construyó por completo. 
No ha sido una parroquia independiente desde 2010, desde entonces,es una iglesia filial . Se fusionó con algunas otras parroquias anteriores para formar la parroquia de Santa María y Elisabeth Erkelenz, y esta a su vez se fusionó con la parroquia de St. Lambertus Erkelenz en 2015 para formar la nueva parroquia de Christkönig Erkelenz.
Con efectos a partir del 28. de noviembre de 2021, fue desconsagrada sin el último servicio habitual. Los fieles tuvieron la oportunidad de despedirse de la iglesia el día anterior.

## Mobiliario
En su  interior se conserva un interior neogótico muy rico. Merece la pena mencionar especialmente el altar mayor, diseñado por Friedrich von Schmidt con los altares laterales asociados, el púlpito de madera y ricamente decorado, las Estaciones de la Cruz en relieve y una estatua de María . Algunas ventanas datan de 1914 y fueron realizadas por WH Jansen. También hay ventanas de Robert Steimel en la iglesia. También se conserva parte de la pintura original de la época de su construcción. Además del mobiliario neogótico, que también incluye la cruz triunfal, también hay un grupo de Anna Selbdritt del siglo XV en el interior, que se dispone de pie. La mayoría de las otras figuras datan de la primera mitad del siglo XX.

## Tumbas
Aquí se encuentran enterrados sacerdotes y miembros de la familia Zours, de Zours (Zourshof) y Keyenberg. Estas tumbas de honor fueron abiertas o destruidas en 1912 cuando se demolió la antigua nave. Algunas de las antiguas losas de la tumba estaban unidas a la pared exterior norte. Una losa , que no se pudo salvar después de la expansión, se adjunta al exterior del muro norte con la mitad del tamaño.
El lugar de honor en la iglesia era de particular importancia para un caballero muerto en ese momento. Un lugar de sepultura en la iglesia para la eternidad, si es posible frente al altar, era un honor especial, y testimoniaba una forma de vida cristiana ejemplar y los méritos de los difuntos para la iglesia, de modo que la "luz eterna " de la iglesia brilla sobre él para siempre. La comprensión de la fe de este estado de pensamiento sostenible se caracterizó por una fe profunda y una cultura practicada de la memoria de los difuntos. Los señores del asiento de un caballero generalmente también tenían el derecho de patrocinio . Desde la Edad Media, las fundaciones de iglesias han formado una parte importante de la memoria religiosa en la autoimagen de la nobleza con el fin de crear una memoria duradera para ellos y sus descendientes.
Entre ellos:
- Guillermo de Zours († 18. mayo de 1634)

- Ana de Zours († 25. abril de 1655)

- Isabel de Zours († 25. septiembre de 1662) (la lápida está en la pared exterior de la iglesia)